# Топонимия Вологодской области

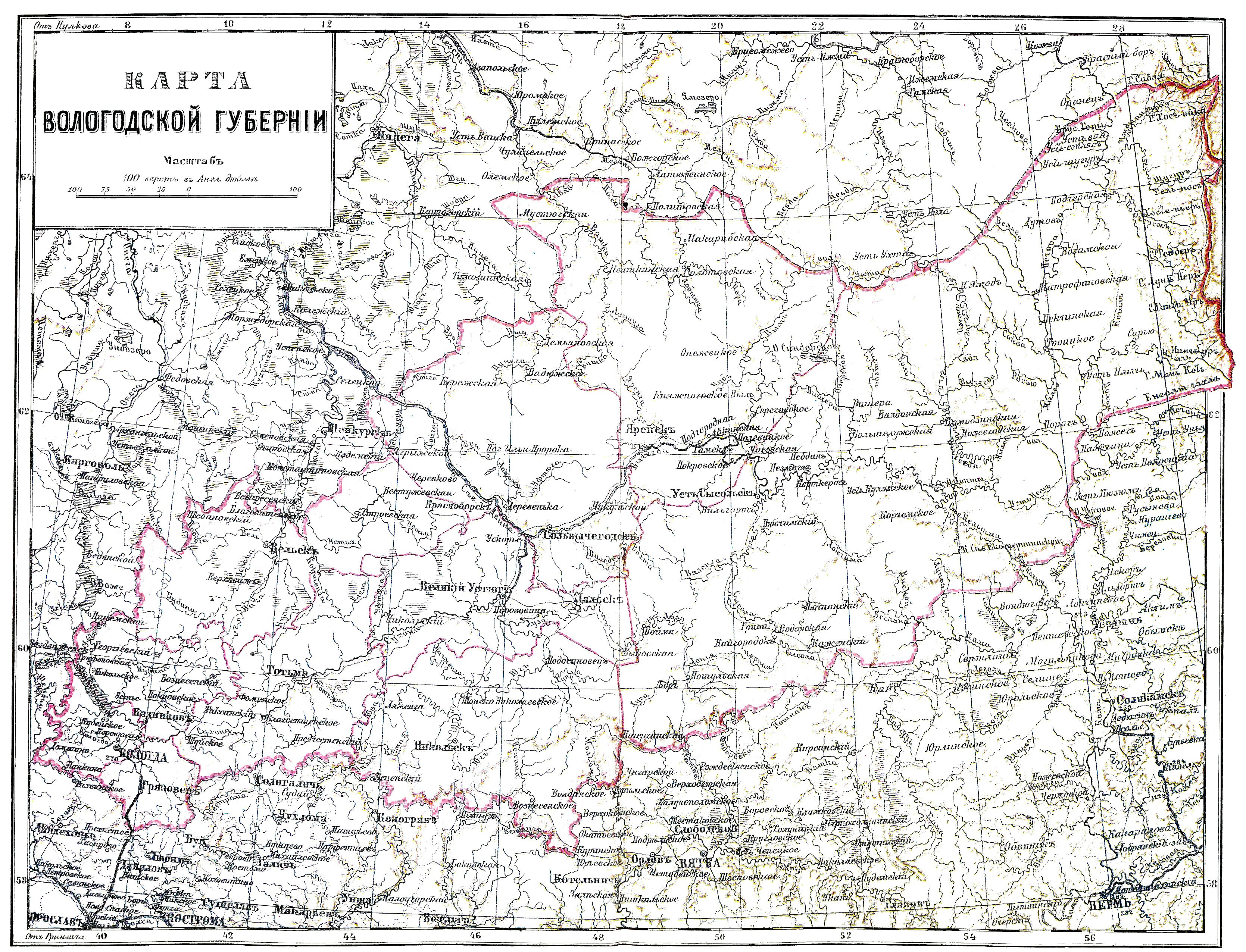
Карта Вологодской губернии из Энциклопедического словаря Брокгауза и Эфрона 1890 −1907 г.

Топонимия Вологодской области — совокупность географических названий, включающая наименования природных и культурных объектов на территории Вологодской области.
Состав топонимии региона наглядно отражает картину заселения региона различными народами. До прихода славян в конце первого тысячелетия нашей эры на нынешней территории области жили прибалтийско-финские племена (вепсы, карелы), саами, волжские финны, пермяне, а также народы, родственные древнейшему населению Сибири. Все они оставили свои следы как гидронимах, так и ойконимах местности — например, реки Кубена, Сямжена, Молога, Нюшма, озеро Воже, деревни Андопал, Ирдоматка, Каргач. Заселение края славянами из пределов Новгородской и Ростово-Суздальской земель началось в VIII—IX веках и продолжалось длительное время, основные этапы этого заселения нашли отражение в русской топонимии области.
Административно-территориальная единица, названная по имени города Вологды, впервые появилась в XVIII веке: в 1796—1918 и 1919—1929 годах на территории, частично совпадающей с нынешней территорией области, располагалась Вологодская губерния, а в 1780—1796 годах — Вологодское наместничество.
В 1929 году Архангельская, Вологодская и Северо-Двинская губернии были упразднены и их территории образовали Северный край, который в 1936 году после отделения Коми АССР был преобразован в Северную область. 23 сентября 1937 года постановлением ЦИК СССР Северная область была разделена на Вологодскую и Архангельскую области. С 1937 года область носит нынешнее название.

## Состав топонимии
По состоянию на 15 декабря 2022 года, в Государственном каталоге географических названий в Вологодской области зарегистрировано 17100 названий географических объектов, в том числе 7807 названий населённых пунктов. Ниже приводятся списки наиболее значимых природных объектов и крупнейших населённых пунктов Вологодской области с характеристиками их этимологии.

### Гидронимы
Вологодская область имеет развитую речную сеть, а также большое количество других водоёмов — болота, более 4 тысяч озёр, водохранилища. Ниже приведены гидронимы наиболее значительных водоёмов региона — потамонимы (названия рек) и лимнонимы (названия озёр).

#### Потамонимы
- Сухона — название славянское по происхождению, выводится из *Суходъна (ср. Суходон) — «(река) с сухим дном», или непосредственно от *сухъ «сухой», аналогично др.-рус. сухона «сухость, жар»[4].
- Вологда — гидроним, скорее всего, древневепсского происхождения. В современном вепсском языке vouged — 'белый', более древние формы — *valgeda, *valkeda, при этом надо иметь в виду, что в старину финно-угорское «-al» между согласными могло передаваться русским «-оло». Таким образом, Вологда — это река с «белой» (прозрачной, чистой) водой[1].
- Двиница — название славвянского происхождения, «двины» означало нечто сдвоенное и отражает особенность реки — ширина Двиницы в месте слияния её с Сухоной такая же, как и у главной реки, таким образом, Двиница считалась как бы «двойняшкой» Сухоны[5].
- Юг — название восходит к финно-угорскому «Кульйок» или «Кольйок», что означает «рыбная река». Ближе к востоку и юго-востоку термин этот звучит ещё мягче — «йог», откуда появилось название реки Юг[6].
- Луза — по оценке А. К. Матвеева, этот гидроним связан с саамским «лусс» (вторая основа — «луз») — «сёмга», поскольку, по словам местных жителей, раньше сёмга во время нерестилища доходила до села Ношуль. В официальном названии «Луза» конечное «-а» возникло в русском языке под влиянием слова «река»[7].
- Молога — возможно, происходит от древнерусского «молокита» («болото, топь»)[4]. См. также ниже комментарий к гидрониму Шексна.
- Чагода — происхождение гидронима неясно[1].
- Шексна — происхождение гидронима неясно, Фасмер предлагает сравнить его с фин. hähnä «дятел», эрз. šekšej «пёстрый дятел» и др. [4]. По оценке Д. А. Мачинского и В. С. Кулешова, название «Шексна» укладывается в балтийскую словообразовательную модель: Šek-sn-à, сравни лит. šèkas «пёстрый». Данная гипотеза, если она верна, свидетельствует о значительной доле балтских племён в дославянском населении Пошехонья (об этом же свидетельствует и балтское происхождение названий рек Суда, Молога и др.)[8]. Помимо названия Шексна, народным названием реки раньше было Шехна (отсюда название местности Пошехонье).
- Суда — см. комментарий к гидрониму «Шексна».
- Унжа — происхождение гидронима точно не установлено. Э. М. Мурзаев не исключает связи с селькупским «унджа» («речка, ручей»), а также марийским «унгшо» — «тихая, спокойная»[9].
- Андома — по всей вероятности, гидроним возник от вепсского словосочетания and|maa — «дающая земля»[10].

#### Лимнонимы
- Белое озеро — название является калькой с вепсского языка. Вепсы называли озеро Vouktar : vouged — «белый»[1].
- Кубенское озеро — название образовано от названия впадающей в него реки Кубена, в котором выделяются структурные элементы «куб-» и «-ена». Основа «куб-» встречается в ряде названий северных рек и, по-видимому, принадлежит древнему вымершему населению севера. Значение основы не установлено. Формант «-ена» сопоставим с финским епо «большая река, проток, течение»[11].
- Воже — название озера, видимо, связано с названием его главного притока — реки Вожеги. «Вож» на языке коми означает «ответвление», а «Вожега» — река с ответвлениями, с дельтой[12].
- Рыбинское водохранилище — от ойконима Рыбинск.
- Шекснинское водохранилище — от гидронима Шексна (см. выше).

### Ойконимы
По оценкам профессора Ю. И. Чайкиной, порядка 70 — 80 % ойконимов региона происходит от личных имен основателей или владельцев селений. Среди них — Зуево (7 населённых пунктов с таким названием), Мякишево (2 населённых пункта с таким названием), Балагурово, Дуравино (2 населённых пункта с таким названием), Неверове, Щаниково, Абрамово, Аксеновщина, Ларюково, Матвеевское (5 населённых пунктов с таким названием), Нифонтова, Прокунино (5 населённых пунктов с таким названием). В ряде ойконимов отражены характеристики самих селений: размеры, время возникновения, расположение относительно других населённых пунктов, социально-экономические характеристики — Большая (6 населённых пунктов с таким названием), Новое (12 населённых пунктов с таким названием), Старое (8 населённых пунктов с таким названием), Нижняя, Красное (7 населённых пунктов с таким названием), Барское (3 населённых пункта с таким названием), Княже. Имеется также группа ойконимов, в основе которых лежат два принципа называния: Нижнее Грибцово, Большой Двор (18 населённых пунктов с таким названием), Верхняя Шарденьга, Бадожский Погост и т.д. Ниже приведён список ойконимов крупнейших населённых пунктов с версиями их происхождения и этимологии.
- Вологда — в отношении происхождения названия существует ряд гипотез, в частности, гипотезы славянского происхождения, наиболее популярная из которых связывает происхождение топонима со словом «волок», но они не имеют серьёзного научного обоснования и представлены в основном в публицистике и художественной литературе, в частности, в произведении В. А. Гиляровского «Мои скитания»[13]. Наиболее распространённой научной версией является версия финно-угорского происхождения названия, сформулированная в начале XX века финскими лингвистами И.Миккола и Я.Калима. Эту версию разделяет и Ю. И. Чайкина. Согласно финно-угорской версии, название реки Вологда, давшее название городскому поселению, происходит от вепсского «vouged» — «белый», более древними формами которого были слова — «valgeda, valkeda». В свою очередь финно-угорское «-al-» между согласными могло передаваться русским «-оло-». Таким образом, ойконим «Вологда» может быть расшифрован как «река с чистой, ясной водой»[13]. Точная дата основания города Вологды, давшего название региону, неизвестна, принято считать, что город основан в 1147 году[14]. Эта версия основана на «Повести о чудесах Герасима Вологодского» 1666 года[15] и «Летописце» Ивана Слободского 1716 года.
- Череповец — окончательно происхождение не установлено, существует ряд гипотез. Так, согласно точке зрения А. И. Ященко, название имеет славянское происхождение, и образовано от двух основ с соединительной гласной «о»: «Череп-о-весь»[16]. По мнению А. Л. Шилова, название имеет финно-угорское (скорее всего, древне-вепсское) происхождение, имело место развитие *Tsierve-veh (Tserb(V)-veh) → *Черебовех/Череповех → *в Череповси → Череповесь (возможно, не без неосознанной подгонки к русскому «череп»)[17].
- Бабаево — название получено от близлежащей деревни, которую, по преданиям, основал ещё в 1460 году крестьянин Бабай (мужское личное имя «Бабай» было весьма употребительным в Древней Руси). В северных говорах «бабай» — фантастическое существо, которым пугают детей («бабай придет, тебя заберет»), генетически восходящее к тюркским языкам, где употребляется в значении «старик»[1].
- Село имени Бабушкина — известно с 1399 года, носило название Леденгское Усолье, от гидронима Леденьга и «усолье» — предприятие по добыче соли (от соляных источников, разрабатывавшихся на этом месте), в 1943 году переименовано в честь уроженца села революционера И. В. Бабушкина[1].
- Белозерск — название восходит к гидрониму Белоозеро, такое же название имела и вся окружающая озеро местность. Название «Белоозеро» является калькой с вепсского языка. Вепсы называли озеро Vouktar : vouged — «белый». Ученые XVIII в. давали такое объяснение названию: «Оно (Белоозеро) довольно глубоко, имеет чистую воду и каменистое, по большей части глинистое дно. Сия глина, будучи бела и весьма мелка, перемутясь во время погоды с озерною водой, дает ей белый цвет»[1].
- Липин Бор — происхождение названия точно не установлено, согласно одной из бытующих топонимических легенд, некогда местный богатый помещик подарил своей дочери Олимпиаде, которую домочадцы ласково называли Липой, сосновый бор, который с тех пор стал называться Липиным[18].
- Великий Устюг — по оценкам Ю. И. Чайкиной, селение было основано в VII—VIII веках, будучи одним из древнейших языческих поселений на севере Руси, находилось при слиянии Юга с Сухоной и первоначально называлось «Гледен» («Глядень») от названия горы, на которой располагалось. Название горы, в свою очередь, восходит к существительному «глядень», в ряде севернорусских говоров имевшем значение «высокое место, гора», «холм, горка, высокое место, используемое для караула и наблюдения» (от глагола «глядеть»). В XII веке, в связи с тем, что река сильно подмывала гору Гледен, жители стали постепенно переселяться на левый берег Сухоны выше Гледена. На месте старого города остался Троице-Гледенский монастырь, а новое поселение стало именоваться Устюгом (первоначально — «Усть Юга», где слово «усть» выступает в значении «устье реки», позже «Усть Юга» переходит в Устюг)[1]. Благодаря выгодному географическому положению (в связи с открытием торгового пути по Сухоне и Северной Двине к Белому морю) Устюг развивался как торговый центр, и в XVI веке его торговое значение выросло настолько, что Иван IV включил город в число опричных городов, дававших деньги «на государев обиход», и в этот период за ним утверждается название «Великий»[19]. В 1918—1929 годах был административным центром самостоятельной административно-территориальной единицы РСФСР — Северо-Двинской губернии.
- Верховажье — происхождение славянское, означает «селение в верховьях Ваги», в документах начала XVII века неоднократно упоминается Верховажский стан — округ, центром которого являлся Пречистенский погост, позже — Верховажский, с 1678 года село называется Верховажским посадом, это название сохраняется в XVIII—XIX веках, после революции 1917 года стало именоваться «село Верховажье»[1].
- Вожега — название от гидронимов Вожега — река, на которой стоит селение, и озера Воже, вторая часть «-его» связана с финно-угорским географическим термином со значением «река» (фин. joki, jogi). Таким образом, «Вожега» в переводе — «Вожская река»[1].
- Вытегра — в древности селение носило наименования «Вянги» по протекавшему поблизости Вянгручью, в середине XVIII в. через деревню Вянги проходил торговый путь из Архангельска в Петербург. По указу Екатерины II в 1797 году деревня Вянги получила статус уездного города, название которому было по дано от гидронима Вытегра, этимология которого неясна[1].
- Грязовец — впервые упоминается в источниках первой половины XVI века, под названием «починок Грязивитский». В XVII веке называется уже селом, но устойчивого наименования до конца XVIII века не имел: в одних документах село именовалось «Грязивицы» и «Грязливицы», в других — «Грязовицы», в третьих — «Грязницы», «Грязцы». В 1780 году по указу Екатерины II село получило статус города, который был назван Грязовцем. В основе наименования — геолого-почвенные особенности местности, на которой располагается селение. Грязивый (грязливый) — в русских народных говорах «грязный, топкий, болотистый»[1].
- Кадуй — согласно распространённой версии, название происходит от финно-угорских слов: «кад» — можжевельник, «вуэй» — ручей, речка, что приводит к варианту перевода «можжевеловая речка»[20].
- Кириллов — получил название по монастырю, основанному в 1397 году выходцем из Симонова монастыря монахом Кириллом. В XV—XVI веках Кирилло-Белозерский монастырь являлся самым крупным феодальным хозяйством на русском Севере. В 1776 году подмонастырская слобода была переименована в город Кириллов[1].
- Кичменгский Городок — название происходит от гидронима Кичменьга, в XV—XVI веках селение именовалось Кичменгской крепостью. С исчезновением такой разновидности селений, как крепость, населённый пункт начинают именовать селом, а городок становится вторым компонентом топонима: городок Кичменг-ский>с. Кичменгский Городок[1].
- Шуйское — название от гидронима Шуя (приток Сухоны). Этимология гидронима «Шуя» спорна. Согласно одной из версий, он восходит к древнерусскому слову шуй — "левый, " то есть Шуя — «левый приток», другая версия выводит гидроним из прибалтийско-финского suo — «болото»: Шуя — «болотистая река» или «река, вытекающая из болота». По свидетельству географов, Шуя действительно вытекает из Замошенского болота[1].
- Никольск — возник в XV веке в результате слияния двух селений: Старо- и Ново-Никольского на берегу реки Юг, получив название «Никольская Слобода». Первый компонент ойконима — название церкви, второй восходит к существительному «слобода». В начале XVIII века Никольская Слободка именуется селом Никольским. В 1870 году был образован Никольский уезд, к селу Никольскому — главному в волости — присоединили три смежные деревни и причислили его к разряду городов[1].
- Нюксеница — наименование происходит от гидронима Нюксеница (левый приток Сухоны), этимология которого неясна[1].
- Сокол — наименование восходит к древнерусскому мужскому личному имени «Сокол», широко распространенному в XV—XVII веках в Московской Руси. Такого же происхождения ойконим Соколово в Бабушкинском, Грязовецком, Никольском, Тотемском и других районах области — всего 9 населённых пунктов[1].
- Сямжа — название происходит от гидронима Сямжена — река, на берегу которой расположен населённый пункт. Этимология гидронима неясна. По оценке Ю. И. Чайкиной, если предположить, что топооснова «сям-» родственна по происхождению вепсскому sam//au, sam//aл — «мох», то Сямжена — «моховая река»[1].
- Тарногский Городок — название происходит от гидронима Тарнога — реки, при впадении которой в Кокшеньгу и находится село. По мнению А. А. Угрюмова, Тарнога — «река, поросшая осокой» (эст. tarn — «осока»)[1].
- Тотьма — название имеет, вероятнее всего, финно-угорское происхождение (коми «тод» — «сырое место, поросшее елями и кустарниками», «-ма» -«земля»)[21]. Наряду с этой точкой зрения, в городе бытуют топонимические легенды, дающие другое происхождение названия. Одна из легенд гласит о том, что Пётр I в свой первый приезд в Тотьму сказал: «То не город — то тьма». Некорректность данной легенды подтверждается тем, что своё нынешнее название город носил задолго до петровской эпохи — по крайней мере. с середины XVI века[21].
- Устье — ойконим, сформировавшийся по местоположению: селение, находящееся в устье реки Кубены[1].
- Устюжна — название восходит к словосочетанию «Усть-Ижина», поскольку селение расположено в устье реки Ижины, впадающей в Мологу. В источниках XVI—XVIII веков город называется Устюжной Железопольской или Устюжной Железной[1].
- Харовск — возник как посёлок при строительстве станции и моста на пересечении железной дороги с рекой Кубеной. Станция была открыта в 1898 году и до 1904 года называлась Кубино, затем Лещёво и с 1914 — Харовская[22]. В 1954 году посёлок преобразован в город Харовск, происхождение названия не выяснено. Версия: название дано по названию реки, впадающей в р. Пундуга, ошибочно (видимо произошла опечатка) обозначенной на топографической карте Стрельбицкого как Харовка. Река на современных картах называется Жаровка[источник не указан 3365 дней].
- Чагода — возник на месте посёлка Белый Бычок. Можно предполагать, что наименование поселку дал один из порогов реки Чагоды — Белый Бык. В 1932 году селение стало поселком городского типа и по гидрониму, происхождение которого неясно, было названо Чагодой[1].
- Шексна — селение упоминается с XV века под названием «волость Усть-Угла» (Устюгла) или «Усть-Угольская». В источниках XIX века встречается ещё одно название — село Усть-Угольское, здесь же приводится ойконим «Усть-Угольская пристань». В 1954 году селение преобразовано в поселок городского типа и названо по гидрониму Шексна, происхождение которого неясно. По мнению М. Фасмера, это слово финно-угорского происхождения (в фин. hahna, эст. hahn, саам, casne, мар. siste — 'дятел')[4].

### Книги
- Мурзаев Э. М. Словарь народных географических терминов. — М.: Мысль, 1984. — 653 с.
- Нерознак В. П. Названия древнерусских городов. — М.: Наука, 1983.
- Поспелов Е. М. Географические названия мира. Топонимический словарь / отв. ред. Р. А. Агеева. — 2-е изд., стереотип. — М.: Русские словари, Астрель, АСТ, 2002. — 512 с. — 3000 экз. — ISBN 5-17-001389-2.
- Фасмер М. Этимологический словарь русского языка. — М.: Прогресс, 1986.
- Чайкина Ю. И. Географические названия Вологодской  области. Топонимический словарь. — Архангельск: Северо-Западное книжное издательство, 1988. — 269 с.
- Чайкина Ю. И. Словарь географических названий Вологодской  области. Населённые пункты. — Вологда: Издательство Вологодского института повышения квалификации и переподготовки педагогических кадров, 1993. — 174 с.

### Диссертации
- Монзикова, Людмила Николаевна. Топонимия Вологды и её окрестностей : диссертация … кандидата филологических наук : 10.02.01. — Вологда, 2004. — 183 с.